# Paraplatyptilia azteca
Paraplatyptilia azteca là một loài bướm đêm thuộc họ Pterophoridae. Loài này có ở México.
Sải cánh dài 21–23 mm. Con trưởng thành bay vào tháng 7.